# Sleutelgatzwermer
De sleutelgatzwermer of gevlekte zwerver (Tramea basilaris) is een echte libel uit de familie van de korenbouten (Libellulidae).
De soort staat op de Rode Lijst van de IUCN als niet bedreigd, beoordelingsjaar 2015.
De wetenschappelijke naam van de soort werd in 1805 als Libellula basilaris gepubliceerd door Ambroise Marie François Joseph Palisot de Beauvois. De Nederlandstalige naam is ontleend aan Veldgids Libellen.